# Cansu Dere
Cansu Dere, née le 14 octobre 1980, est une actrice, une présentatrice de télévision et un mannequin turque.
Après une pause, en tant qu'actrice entre 2012, et 2017, elle revient en force avec Mother (Anne),  une série mondialement récompensée, dont elle jouera le personnage principal, Zeynep

## Filmographie

### Télévision
- 2003 : Alacakaranlık - Irmak Bozoğlu
- 2004 : Metro Palas - Nazan
- 2004 : Avrupa Yakası - Konuk Oyuncu
- 2005 : Güz Yangını - Ceylan
- 2006 : Sıla - Sıla
- 2009 : Ezel - Eyşan Atay
- 2009 : Altın Kızlar - Konuk Oyuncu Ceylan
- 2012 : "Muhteşem Yüzyıl" - Firuze
- 2017:  "Anne (Mother)"  - Zeynep Güneş
- 2020:    Sadakatsiz

### Cinéma
- 2006 : Son Osmanlı Yandım Ali - Defne
- 2006 : Karanlıkta Makyaj - Cansu
- 2009 : Acı Aşk - Oya
- 2009 : Yahşi Batı - Mary Lou
- 2011 : El Yazısı - Zeynep
- 2011 : Behzat Ç. Seni Kalbime Gömdüm